# Costruzione di Cayley-Dickson
In matematica, la costruzione di Cayley-Dickson, che prende il nome dai matematici Arthur Cayley e Leonard Eugene Dickson, produce una sequenza di algebre sopra il campo dei numeri reali, ognuna delle quali ha dimensione doppia della precedente. Le algebre prodotte da questo processo sono note come algebre di Cayley-Dickson; poiché estendono i numeri complessi, vengono definite numeri ipercomplessi.
Le algebre di Cayley-Dickson sono tutte dotate di norma e di un'operazione di coniugazione.  In tutte le algebre il prodotto di un elemento e del suo coniugato è pari al quadrato della sua norma.
I primi 3 passaggi (quaternioni, ottetti, sedenioni) hanno la sorprendente caratteristica di perdere a una a una tre proprietà dei numeri reali e complessi: la commutatività per i quaternioni, l'associatività per gli ottetti, e infine la proprietà dell'algebra alternativa. Tutte le algebre di Cayley-Dickson, tuttavia, mantengono l'associatività della potenza.
L'operazione di somma rimane sempre commutativa e associativa.

## Costruzione dell'algebra di ordine superiore
In ogni passaggio, un'algebra di dimensione {\displaystyle 2n} viene costruita a partire da una di dimensione {\displaystyle n} definendo l'operazione di addizione, moltiplicazione e coniugazione su coppie ordinate {\displaystyle (a,b)} composte da elementi dell'algebra di partenza.
Dato che i numeri reali non hanno l'operazione di coniugazione ({\displaystyle a^{*}=a}), la costruzione di Cayley-Dickson non può riutilizzare la costruzione dei numeri complessi a partire dai numeri reali.  Si utilizza invece la costruzione dei quaternioni a partire dai numeri complessi, ponendo particolare attenzione all'ordine dei fattori.  In particolare, vengono usate le seguenti definizioni:
{\displaystyle (a,b)+(c,d)=(a+c,b+d)}
{\displaystyle -(a,b)=(-a,-b)}
{\displaystyle (a,b)(c,d)=(ac-d^{*}b,da+bc^{*})}
{\displaystyle (a,b)^{*}=(a^{*},-b)}
Queste definizioni si possono anche usare per definire i numeri complessi; in questo caso {\displaystyle a^{*}=a} e, grazie alla commutatività della moltiplicazione dei numeri reali, si hanno le usuali definizioni di somma complessa, complesso opposto, moltiplicazione complessa e complesso coniugato:
{\displaystyle (a,b)+(c,d)=(a+c,b+d)}
{\displaystyle -(a,b)=(-a,-b)}
{\displaystyle (a,b)(c,d)=(ac-bd,ad+bc)}
{\displaystyle (a,b)^{*}=(a,-b)}
Tuttavia, il particolare ordine dei fattori e la presenza delle operazioni di complesso coniugato diventano importanti qualora l'algebra di partenza non sia commutativa, per esempio nella costruzione degli ottetti a partire dai quaternioni.

## Proprietà delle algebre di Cayley-Dickson
Il prodotto di un elemento e del suo coniugato è un numero reale non negativo {\displaystyle |a|^{2}}.  Questo può essere dimostrato per induzione partendo dai numeri reali (per i quali {\displaystyle aa^{*}=a^{2}=|a|^{2}}) e applicando la definizione data più sopra:
{\displaystyle (a,b)^{*}(a,b)=(a^{*},-b)(a,b)=(a^{*}a+b^{*}b,ba^{*}-ba^{*})=(|a|^{2}+|b|^{2},0)}
Il coniugato quindi fornisce la definizione di una norma
{\displaystyle |a|=(a^{*}a)^{1/2}}
e anche dell'inverso moltiplicativo
{\displaystyle a^{-1}=a^{*}\cdot |a|^{-2}}
In un'algebra di Cayley-Dickson, {\displaystyle i^{2}=-1} per tutte le basi tranne la prima.
Infine, come detto sopra, tutte le algebre di Cayley-Dickson hanno la potenza associativa: dato un elemento {\displaystyle a}, {\displaystyle a^{n}a^{m}=a^{n+m}}.  La costruzione di Cayley-Dickson può essere ripetuta all'infinito, producendo ad ogni passaggio una algebra con potenza associativa di dimensione doppia rispetto a quella di partenza.

## Estensioni della costruzione di Cayley-Dickson
Lo stesso principio può essere utilizzato per costruire algebre di dimensione {\displaystyle 2n} in cui le {\displaystyle n} basi introdotte sono radici quadrate di 1 anziché −1.  Somma e coniugato sono definiti allo stesso modo, mentre la moltiplicazione viene definita come
{\displaystyle (a,b)(c,d)=(ac+d^{*}b,da+bc^{*})}
Anche in questo caso il prodotto di un numero per il coniugato è reale:
{\displaystyle (a,b)^{*}(a,b)=(a^{*},-b)(a,b)=(a^{*}a-b^{*}b,ba^{*}-ba^{*})=(|a|^{2}-|b|^{2},0)}
Partendo dai reali si ottengono i numeri complessi iperbolici.